# Elaver barroana
Elaver barroana là một loài nhện trong họ Clubionidae.
Loài này thuộc chi Elaver. Elaver barroana được Arthur Merton Chickering miêu tả năm 1937.